# Tovey
Tovey és una població dels Estats Units a l'estat d'Illinois. Segons el cens del 2000 tenia 516 habitants.

## Demografia
Segons el cens del 2000, Tovey tenia 516 habitants, 212 habitatges, i 146 famílies. La densitat de població era de 1.106,8 habitants/km².
Dels 212 habitatges en un 30,7% hi vivien nens de menys de 18 anys, en un 55,7% hi vivien parelles casades, en un 10,8% dones solteres, i en un 30,7% no eren unitats familiars. En el 26,4% dels habitatges hi vivien persones soles el 10,4% de les quals corresponia a persones de 65 anys o més que vivien soles. El nombre mitjà de persones vivint en cada habitatge era de 2,43 i el nombre mitjà de persones que vivien en cada família era de 2,91.
Per edats la població es repartia de la següent manera: un 22,3% tenia menys de 18 anys, un 8,1% entre 18 i 24, un 27,5% entre 25 i 44, un 24,6% de 45 a 60 i un 17,4% 65 anys o més.
L'edat mediana era de 40 anys. Per cada 100 dones de 18 o més anys hi havia 95,6 homes.
La renda mediana per habitatge era de 30.417 $ i la renda mediana per família de 39.018 $. Els homes tenien una renda mediana de 30.250 $ mentre que les dones 19.615 $. La renda per capita de la població era de 14.712 $. Aproximadament el 6,3% de les famílies i l'11,4% de la població estaven per davall del llindar de pobresa.

## Poblacions més properes
El següent diagrama mostra les poblacions més properes.